# اچهلدا
اچهلدا (به انگلیسی: Achhalda) در هند است که در اوتار پرادش واقع شده‌است.

## خصوصیات
اچهلدا ۸٬۳۶۱ نفر جمعیت دارد.